# Igor Bogdanović
Igor Bogdanović (Újvidék, 1974. szeptember 25. –) szerb labdarúgó, edző. Posztját tekintve csatár.

## Pályafutása

### Jugoszlávia, Bulgária, Szerbia
Az FK Kabel csapatában kezdett el futballozni, majd megfordult az FK Borac Čačak, a Budućnost Valjevo, az FK Vojvodina és az FK Zemun csapatában. Innen került a bolgár Litex Lovecshez, ahol két bajnokságot nyert. 1997 és 1999 újra a Vojvodina színeiben lépett pályára. Egy idényt játszhatott az egyik legjobbnak ítélt jugoszláv csapat, a Crvena Zvezda csapatában.
Bogdanović az újvidéki Vojvodinában szezononként 15-20 gólt rúgott, ami behívót jelentett a jugoszláv nemzeti együttesbe. Hét válogatott meccsen játszott, ahol három gólt lőtt, részt vett egy indiai és egy japán túrán is. Jól ment a játék, mire hazaért, tele volt vele a délszláv média. Ebben az időszakban tehetett a pályán bármit, minden bejött, volt, hogy nyolcvan méterről lőtt gólt. A jugoszláv utódállamok ebben az időszakban az európai labdarúgás-biznisz legnagyobb beszállítói voltak, így Bogdanovicnak sem kellett sokáig várnia a külföldi kérőkre. Hívta az orosz pénzeszsák, a Szpartak Moszkva, de érkezett ajánlat ismert török, német és francia csapatoktól is. Ekkor futott be a jugoszláv labdarúgó legenda, Dragan Djajic telefonhívása, aki a belgrádi Crvena Zvezdába invitálta, ahova azonnal aláírt. Részese lehetett a Crvena Zvezda - Partizan Beograd derbiknek, ahol 80 ezer ember fantasztikus hangulatot teremtve őrjöngött a lelátókon. A varázs azonban csak másfél évig tartott, hiába volt a kitűnő bemutatkozás, a meccsenkénti egygólos átlag, két egymást követő súlyos sérülés keresztülhúzta Bogdanović terveit. Először szétrúgták az arcát, így fél évet kellett kihagynia, majd amikor újra formába lendült volna, egy térdsérülés miatt került négy hónapra a pályán kívülre. A menedzsere segítségével ezután került előbb kölcsönbe, majd véglegesen is a DVSC-hez. Nem ismerte a csapatot, ezért sokat számított a már itt játszó régi újvidéki barátja, Ronald Habi véleménye, aki csak annyit mondott, nyugodtan jöjjön.

### Debrecen
A debreceni vasutascsapatba gyorsan beilleszkedett, produkciója nélkülözte a légiósokra általában jellemző önzőséget, a kapitánnyal, Sándor Tamással pedig különösen érezték egymás játékát. Akkor érezte magát elemében, ha a második hullámban, lendületből érkezhetett, s az ék mögött játszva rohamozhatott. Részese volt a horvát Hajduk Split elleni 8-0-s sikerének, majd pályára lépett a két Manchester United elleni meccsen is.

### Törökországi kitérő, majd újra Magyarország
Ezt követően rövid időre Törökországba, a Gençlerbirliği együttesébe igazolt, de nem váltak be számításai. Visszatért, de a csapat akkori vezetőedzője, Miroslav Beránek nem számított a csatárra. A DVSC előbb a Budapest Honvédnak, majd a Győri ETO-nak adta kölcsön. A cseh tréner távozásával folyamatosan téma volt a szurkolók között és a sportsajtóban a játékos visszatérése. Nemrég azt nyilatkozta: „Ha most befejezném a pályafutásomat, akkor is teljes lenne: játszottam szülővárosom csapatában, a Vojvodinában, a Zvezdában, a jugoszláv válogatottban, és nyertem két bajnokságot a Lokival is. Ám szó sincs elégedettségről, 2010-ig szerződés köt a DVSC-hez, szeretnék még sok gólt lőni, s itt befejezni a játékot.

## Sikerei, díjai
- Litex Lovecs:
  - Bolgár bajnok: 1998, 1999
  - Bolgárkupa-ezüstérmes: 1999
- Debreceni VSC:
  - Magyar bajnok: 2005, 2006, 2007
  - Magyarkupa-ezüstérmes: 2003, 2007
  - Magyarkupa-győztes: 2007, 2008
  - Magyar szuperkupa-győztes: 2005, 2006, 2007
  - Magyar szuperkupa-ezüstérmes: 2008

### Magánélete
Párja a válogatott kézilabdázó Orbán Annamária, a DVSC és a Siófok játékosa.Közös gyermekük is született.

## Mérkőzései a jugoszláv válogatottban
| #  | Dátum            | Ellenfél                  | Eredmény | Kiírás                                                           | Esemény |
| -- | ---------------- | ------------------------- | -------- | ---------------------------------------------------------------- | ------- |
| 1. | 2001. január 14. | Bosznia-Hercegovina       | 1 – 1    | Millennium Super Soccer Cup                                      | 54'     |
| 2. | 2001. január 16. | Banglades                 | 4 – 1    | Millennium Super Soccer Cup                                      | 60'     |
| –  | 2001. január 20. | Román liga-válogatott     | 2 – 0    | Millennium Super Soccer Cup negyeddöntő (nem-hivatalos mérkőzés) | 43'     |
| –  | 2001. január 23. | Japán egyetemi-válogatott | 1 – 0    | Millennium Super Soccer Cup elődöntő (nem-hivatalos mérkőzés)    | 83'     |
| 3. | 2001. január 25. | Bosznia és Hercegovina    | 2 – 0    | Millennium Super Soccer Cup döntő                                | 45'     |
| 4. | 2001. június 28. | Paraguay                  | 0 – 2    | Kirin-kupa                                                       |         |
| 5. | 2001. július 4.  | Japán                     | 0 – 1    | Kirin-kupa                                                       | 64'     |

## Külső hivatkozások
Adatlapja a HLSZ.hu-n (magyarul)